# Scream Awards 2008

## Best Fantasy Movie
- Hellboy - The Golden Army (Hellboy II: The Golden Army)
- Hancock (Hancock)
- Il cavaliere oscuro (The Dark Knight)
- Wanted - Scegli il tuo destino (Wanted)
- La leggenda di Beowulf (Beowulf)
- L'incredibile Hulk (The Incredible Hulk)

## Best Fantasy Actor
- Heath Ledger - Il cavaliere oscuro (The Dark Knight)
- Christian Bale - Il cavaliere oscuro (The Dark Knight)
- Ron Perlman - Hellboy - The Golden Army (Hellboy II: The Golden Army)
- Edward Norton - L'incredibile Hulk (The Incredible Hulk)
- James McAvoy - Wanted - Scegli il tuo destino (Wanted)

## Best Comic Book
- Y - L'ultimo uomo sulla Terra (Y: The Last Man)
- Astonishing X-Men
- Hack/Slash
- The Umbrella Academy
- The Walking Dead

## Best Villain
- Heath Ledger come Joker ne Il cavaliere oscuro
- Tobin Bell comeas Jigsaw in Saw IV
- Zachary Quinto come Sylar in Heroes
- Aaron Eckhart come Harvey Dent ne Il cavaliere oscuro
- Jeff Bridges come Obadiah Stane in Iron Man
- Alan Rickman come giudice Turpin in Sweeney Todd - Il diabolico barbiere di Fleet Street

## Most Memorable Mutilation
- Denti - Pene morso da vagina dentata
- Io sono leggenda - Attaccato dagli infetti
- Il cavaliere oscuro - Trucco della matita
- Hellboy - The Golden Army - Attaccato da Flesh Eating Tooth Fairies
- Rovine - Amputazione delle gambe
- Saw IV - Autopsia

## Best Horror Actor
- Johnny Depp - Sweeney Todd - Il diabolico barbiere di Fleet Street (Sweeney Todd: The Demon Barber of Fleet Street)
- Michael C. Hall - Dexter (Dexter)
- Thomas Jane - The Mist (The Mist)
- Jared Padalecki - Supernatural (Supernatural)
- Fernando Cayo - The Orphanage (El orfanato)
- Jonathan Tucker - Rovine (The Ruins)

## Best TV Show
- Dexter (Dexter)
- Battlestar Galactica (Battlestar Galactica)
- Heroes (Heroes)
- Lost (Lost)
- Terminator: The Sarah Connor Chronicles (Terminator: The Sarah Connor Chronicles)

## Best Horror Actress
- Liv Tyler - The Strangers (The Strangers)
- Julie Benz - Dexter (Dexter)
- Helena Bonham Carter - Sweeney Todd - Il diabolico barbiere di Fleet Street (Sweeney Todd: The Demon Barber of Fleet Street)
- Jena Malone - Rovine (The Ruins)
- Belén Rueda - The Orphanage (El orfanato)
- Naomi Watts - Funny Games (Funny Games)

## Best Supporting Actor
- Gary Oldman - Il cavaliere oscuro (The Dark Knight)
- Michael Caine - Il cavaliere oscuro (The Dark Knight)
- Doug Jones -  Hellboy - The Golden Army (Hellboy 2: The Golden Army)
- Shia LaBeouf - Indiana Jones e il regno del teschio di cristallo (Indiana Jones and the Kingdom of the Crystal Skull)
- Terrence Howard - Iron Man (Iron Man)

## Best Science Fiction Movie
- Iron Man (Iron Man)
- Cloverfield (Cloverfield)
- Io sono leggenda (I Am Legend)
- Indiana Jones e il regno del teschio di cristallo (Indiana Jones and the Kingdom of the Crystal Skull)
- Southland Tales - Così finisce il mondo (Southland Tales)
- WALL•E (WALL•E)

## Best Superhero
- Christian Bale come Batman ne Il cavaliere oscuro
- Robert Downey Jr. come Tony Stark/Iron Man in Iron Man
- Ron Perlman come Hellboy in Hellboy - The Golden Army
- Will Smith come John Hancock in Hancock
- Edward Norton come Bruce Banner/Hulk in L'incredibile Hulk

## Best Science Fiction Actress
- Milla Jovovich - Resident Evil: Extinction (Resident Evil: Extinction)
- Summer Glau - Terminator: The Sarah Connor Chronicles (Terminator: The Sarah Connor Chronicles)
- Tricia Helfer - Battlestar Galactica (Battlestar Galactica)
- Gwyneth Paltrow - Iron Man (Iron Man)
- Odette Yustman - Cloverfield (Cloverfield)
- Lena Headey - Terminator: The Sarah Connor Chronicles (Terminator: The Sarah Connor Chronicles)

## Best Science Fiction Actor
- Robert Downey Jr. - Iron Man (Iron Man)
- Harrison Ford - Indiana Jones e il regno del teschio di cristallo (Indiana Jones and the Kingdom of the Crystal Skull)
- Dwayne Johnson -  Southland Tales - Così finisce il mondo (Southland Tales)
- Edward James Olmos - Battlestar Galactica (Battlestar Galactica)
- Will Smith - Io sono leggenda (I Am Legend)
- David Tennant - Doctor Who (Doctor Who)

## Best Director
- Christopher Nolan, Il cavaliere oscuro (The Dark Knight)
- Tim Burton - Sweeney Todd - Il diabolico barbiere di Fleet Street (Sweeney Todd: The Demon Barber of Fleet Street)
- Guillermo del Toro - Hellboy - The Golden Army (Hellboy II: The Golden Army)
- Jon Favreau - Iron Man (Iron Man)
- Frank Darabont - The Mist (The Mist)
- Rob Zombie - Halloween - The Beginning (Halloween)

## The Ultimate Scream
- Il cavaliere oscuro (The Dark Knight)
- Cloverfield (Cloverfield)
- Hellboy - The Golden Army (Hellboy II: The Golden Army)
- Iron Man (Iron Man)
- Lost (Lost)
- The Mist (The Mist)

## The Holy Sh!t Scene of the Year
- Il cavaliere oscuro
- Iron Man - Primo volo di Iron Man
- Cloverfield - Attacco alla Statua della Libertà
- Wanted - Scegli il tuo destino - Sparo al contrario
- Il cavaliere oscuro - Batmobile
- Iron Man - Fuga dal nascondiglio

## Vari
- Il Comic-Con Idol Award è stato assegnato a George Lucas
- Il Scream Immortal Award è stato assegnato a Tim Burton
- Il Scream Legend Award è stato assegnato a Anthony Hopkins
- Il Scream Mastermind Award è stato assegnato a Wes Craven